# Opel Calibra
Der Opel Calibra ist ein Sportcoupé, das die Adam Opel GmbH von Herbst 1989 bis Mitte 1997 produzierte. Es basierte auf dem im Herbst 1988 erschienenen Opel Vectra A.
In Australien wurde das Fahrzeug als Holden Calibra, im Vereinigten Königreich als Vauxhall Calibra und in Brasilien als Chevrolet Calibra angeboten.

## Modellgeschichte

### Allgemeines

Das Emblem zur Einführung des Opel Calibra

Um Ende der 1980er-Jahre gegen die drohende Coupé-Übermacht aus Japan zu bestehen, stellte die Adam Opel AG unter dem Namen Opel Calibra auf der IAA 1989 ein Sportcoupé „in 2+2-Auslegung“ (zwei Sitzplätze vorn und zwei Notplätze hinten) vor. Ab dem 9. Juni 1990 stand das Modell bei den Händlern. Das Kunstwort „Calibra“ ist eine Schöpfung des Markennamen-Entwicklers Manfred Gotta.
Anders als der Manta mit längs eingebautem Motor und Hinterradantrieb hat der Calibra Frontantrieb und einen quer eingebauten Motor. Die Konstruktion basiert auf dem Opel Vectra. Im Gegensatz zur einfachen Verbundlenkerhinterachse des Vectra (mit Ausnahme des Vectra 4×4, 2000 und Turbo) gab es im Calibra eine Schräglenkerhinterachse mit Miniblockfedern, Stabilisator und Teleskopstoßdämpfern.
Herausragend war damals der durch das Design von Erhard Schnell erreichte niedrige Luftwiderstandsbeiwert (cw) von 0,26, der den Calibra zum „Aerodynamik-Weltmeister“ unter den Serienfahrzeugen machte. Die Heckklappe des Calibra ähnelt der des Manta CC. Der Calibra hatte einige stilistische Besonderheiten, so zum Beispiel die nur sieben Zentimeter hohen vorderen Leuchteinheiten. Ermöglicht wurden sie durch den Einsatz von Ellipsoid-Scheinwerfern, bei denen das Licht durch eine Linse austritt (ähnlich einem Dia-Projektor). Servolenkung, Airbags (ab 1993), Sportsitze, getönte Scheiben und Leichtmetallräder gehörten zur Serienausstattung. Der Grundpreis betrug anfangs 36.900,00 DM.

### Modellpflege
Im Sommer 1994 wurde der Calibra leicht überarbeitet.
Das vordere Opel-Emblem befand sich nicht mehr auf der Motorhaube, sondern im Kühlergrill, der eine leicht geänderte Form bekam. Die Schriftzüge wurden geändert, der Innenraum erfuhr eine leichte Überarbeitung mit neuen Polsterstoffen, neuen Armaturenskalen (weiße oder graue Tachoscheiben und Zusatzinstrumente) sowie hellen A-, B- und C-Säulen-Verkleidungen. Auch die Radsterne bekamen eine neue Form.
Ab November 1994 kostete der Calibra 2.0i 40.835 DM, der Calibra 16V 43.495 DM, der Calibra V6 51.070 DM und der Calibra Turbo 54.345 DM. Der Allradantrieb stand nur noch für den Calibra Turbo zur Verfügung.
Im Juni 1997 endete die Produktion des Calibra. Einen Nachfolger mit eigenständiger Karosserie gibt es bis heute nicht.

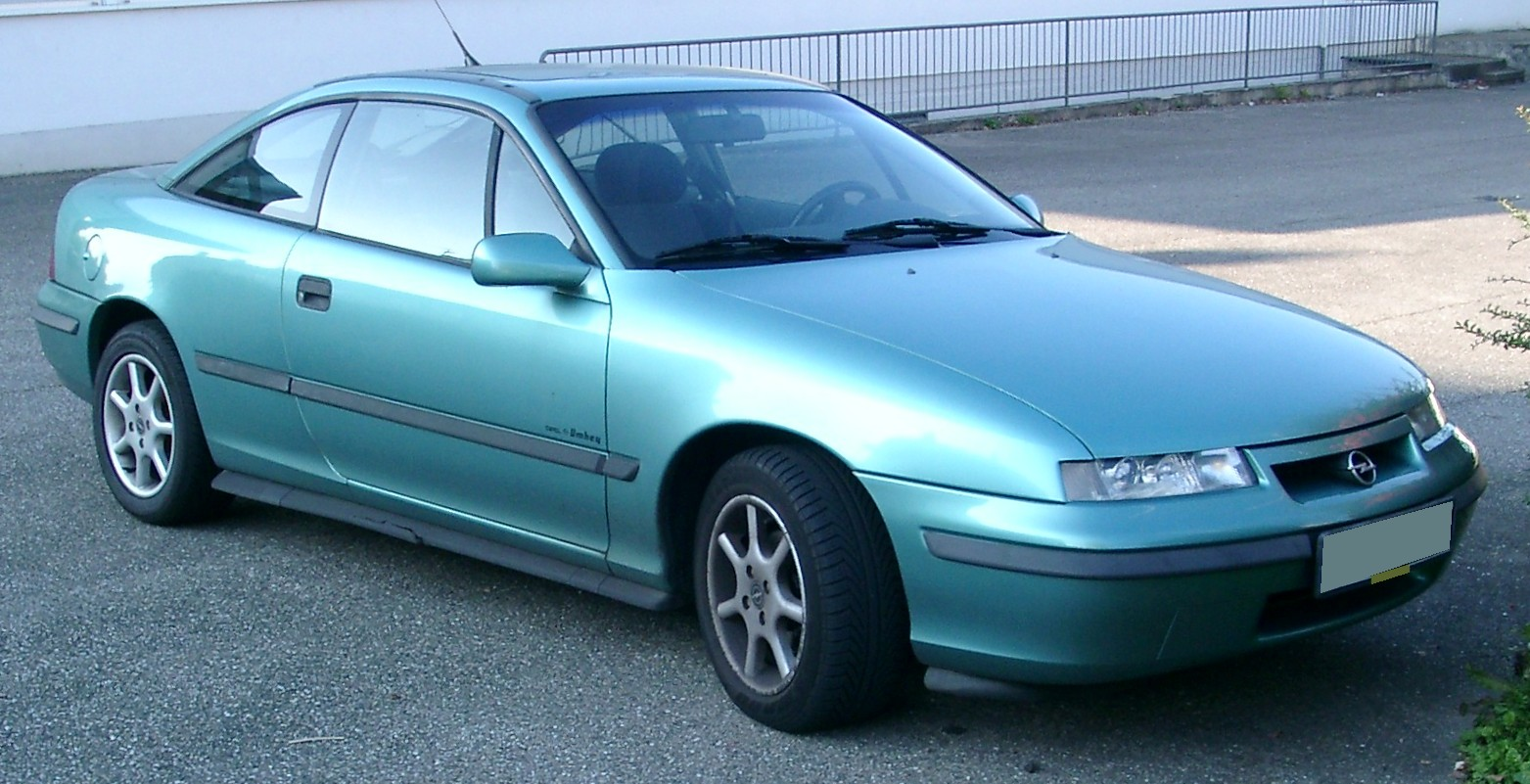
Opel Calibra (1994–1997)
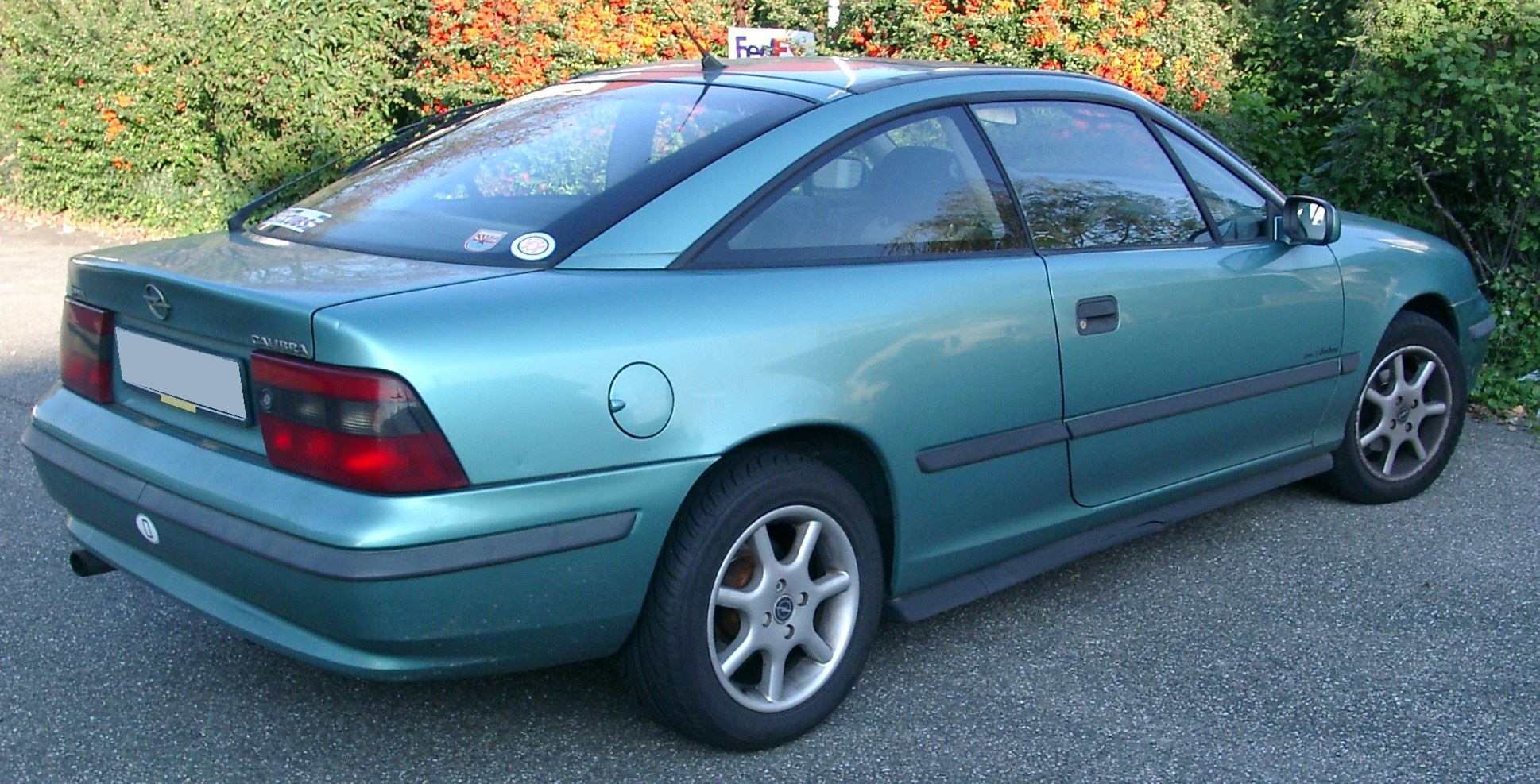
Heckansicht

### Farben
Der Opel Calibra war in folgenden Farben erhältlich, hier in Code-Nr., Bezeichnung und Lacktyp:
- 119 Mistralgrau-Metallic
- 128 Astrosilber-Metallic
- 138 Starsilber-Mineraleffekt
- 140 Rauchgrau-Metallic
- 144 Magicgrau-Mineraleffekt
- 146 Titaniumsilber-Mineraleffekt
- 200 Schwarz-Uni
- 262 Baikalblau-Metallic
- 265 Tech Violett-Metallic
- 266 Novaschwarz-Metallic
- 270 Spektralblau-Mineraleffekt
- 277 Karibikblau-Metallic
- 279 Heliotrop-Mineraleffekt
- 283 Nautilusblau-Mineraleffekt
- 286 Keramikblau-Mineraleffekt
- 288 Magneticblau-Mineraleffekt
- 290 Nordkap-Mineraleffekt
- 357 Neptuntürkis-Mineraleffekt
- 359 Dschungelgrün-Mineraleffekt
- 366 Bermudagrün-Mineraleffekt
- 368 Islandblau-Mineraleffekt
- 369 Rio Verde Grün-Mineraleffekt
- 474 Casablancaweiß-Uni
- 547 Magmarot-Brilliant
- 571 Amarena-Mineraleffekt
- 631 Solargelb II-Uni

In der Broschüre zur Cliff Motorsport Edition wurden abweichende Farbnamen verwendet: Ocean = Magneticblau, Polar = Karibikblau, Barracuda = Keramikblau.

## Motorisierung
Zunächst war der Calibra mit zwei verschiedenen 2-Liter-Motoren erhältlich. Basismotorisierung war der 85 kW (115 PS) starke Zweilitermotor (C20NE) aus dem Vectra, auch in Verbindung mit einem Automatikgetriebe. Serienmäßig hatte der Calibra ein Fünfgang-Schaltgetriebe.
Zweiter Motor im Angebot war der mit Fritz Indra entwickelte 2,0-l-16-V (C20XE), der 110 kW (150 PS) leistet. Es war der erste Großserienmotor von Opel mit zwei obenliegenden Nockenwellen (DOHC) und vier Ventilen pro Zylinder, abgesehen von früheren Wettbewerbsmotoren und den 2,4 Liter großen 16-Ventilern im Opel Manta 400 und Opel Ascona 400.
Er galt bei seiner Einführung mit 37 % als der Ottomotor mit dem höchsten Wirkungsgrad. Das wurde durch die damals neue Kopierfrästechnik der Brennräume erreicht, die eine hohe Oberflächengenauigkeit ermöglicht. Der 16-Ventiler wurde auch im Opel Kadett E GSi 16V, Opel Astra F GSi 16V und Opel Vectra 2000 16V eingesetzt. Mit 110 kW (150 PS) bei 6000/min und dem maximalen Drehmoment von 196 Nm bei 4800/min (bis 1994) beschleunigte der 16-V-Motor den Calibra in 8,5 s auf 100 km/h. Die Höchstgeschwindigkeit lag laut Fahrzeugbrief bei 223 km/h, die des 2.0i bei 205 km/h. Der mittlere Verbrauch betrug – auch dank des geringen Luftwiderstandes – 9,2 l/100 km. Beide Antriebsquellen sind mit einem Dreiwegekatalysator und dem Motormanagement Bosch-Motronic ausgerüstet.

### Technische Daten
|                                             | 2.0 i                          | 2.0 i 16V                           | 2.0 i 16V                           | 2.0 i 16V Turbo            | 2.5 i V6                   | 2.5 i V6                   |
| Bauzeitraum                                 | 11/1989–07/1996                | 11/1989–02/1994                     | 02/1994–06/1997                     | 03/1992–07/1996            | 04/1993–07/1996            | 08/1996–06/1997            |
| Motorkenndaten (1)                          |                                |                                     |                                     |                            |                            |                            |
| Motorkennung                                | C20NE                          | C20XE                               | X20XEV (2)                          | C20LET                     | C25XE                      | X25XE (2)                  |
| Motortyp                                    | R4-Ottomotor                   | R4-Ottomotor                        | R4-Ottomotor                        | R4-Ottomotor               | V6-Ottomotor               | V6-Ottomotor               |
| Anzahl Ventile pro Zylinder                 | 2                              | 4                                   | 4                                   | 4                          | 4                          | 4                          |
| Ventilsteuerung                             | OHC, Zahnriemen                | DOHC, Zahnriemen                    | DOHC, Zahnriemen                    | DOHC, Zahnriemen           | 2 × DOHC, Zahnriemen       | 2 × DOHC, Zahnriemen       |
| Gemischaufbereitung                         | Saugrohreinspritzung           | Saugrohreinspritzung                | Saugrohreinspritzung                | Saugrohreinspritzung       | Saugrohreinspritzung       | Saugrohreinspritzung       |
| Motoraufladung                              | –                              | –                                   | –                                   | Turbolader, Ladeluftkühler | –                          | –                          |
| Kühlung                                     | Wasserkühlung                  | Wasserkühlung                       | Wasserkühlung                       | Wasserkühlung              | Wasserkühlung              | Wasserkühlung              |
| Bohrung × Hub                               | 86,0 mm × 86,0 mm              | 86,0 mm × 86,0 mm                   | 86,0 mm × 86,0 mm                   | 86,0 mm × 86,0 mm          | 81,6 mm × 79,6 mm          | 81,6 mm × 79,6 mm          |
| Hubraum                                     | 1998 cm³                       | 1998 cm³                            | 1998 cm³                            | 1998 cm³                   | 2498 cm³                   | 2498 cm³                   |
| Verdichtungsverhältnis                      | 9,2:1                          | 10,5:1                              | 10,8:1                              | 9,0:1                      | 10,8:1                     | 10,8:1                     |
| max. Leistung bei 1/min                     | 85 kW (115 PS) /5200           | 110 kW (150 PS) /6000               | 100 kW (136 PS) /5600               | 150 kW (204 PS) /5600      | 125 kW (170 PS) /6000      | 125 kW (170 PS) /5800      |
| max. Drehmoment bei 1/min                   | 170 Nm /2600                   | 196 Nm /4800                        | 185 Nm /4000                        | 280 Nm /2400               | 227 Nm /4200               | 230 Nm /3200               |
| Abgasnorm                                   | Euro 1                         | Euro 1                              | D3                                  | Euro 1                     | Euro 1                     | D3                         |
| Kraftübertragung                            |                                |                                     |                                     |                            |                            |                            |
| Antrieb, serienmäßig                        | Vorderradantrieb               | Vorderradantrieb                    | Vorderradantrieb                    | Allradantrieb              | Vorderradantrieb           | Vorderradantrieb           |
| Antrieb, optional                           | Allradantrieb                  | Allradantrieb                       | Allradantrieb                       | –                          | –                          | –                          |
| Getriebe, serienmäßig                       | 5-Gang-Schaltgetriebe          | 5-Gang-Schaltgetriebe               | 5-Gang-Schaltgetriebe               | 6-Gang-Schaltgetriebe      | 5-Gang-Schaltgetriebe      | 5-Gang-Schaltgetriebe      |
| Getriebe, optional                          | 4-Stufen-Automatikgetriebe     | –                                   | 4-Stufen-Automatikgetriebe          | –                          | 4-Stufen-Automatikgetriebe | 4-Stufen-Automatikgetriebe |
| Messwerte (3)                               |                                |                                     |                                     |                            |                            |                            |
| Höchstgeschwindigkeit                       | 205 km/h (200 km/h) [200 km/h] | 223 km/h [215 km/h]                 | 215 km/h (205 km/h) [200 km/h]      | [245 km/h]                 | 237 km/h (234 km/h)        | 237 km/h (234 km/h)        |
| Beschleunigung, 0–100 km/h                  | 10,0 s (12,0 s) [11,0 s]       | 8,5 s [9,5 s]                       | 9,5 s (11,5 s)                      | [6,8 s]                    | 7,8 s (8,8 s)              | 7,8 s (8,8 s)              |
| Kraftstoffverbrauch auf 100 km (kombiniert) | 8,2 l S (8,4 l S) [9,0 l S]    | 7,7–7,9 l S (8,0–8,1 l S) [8,7 l S] | 7,7–7,9 l S (8,0–8,1 l S) [8,7 l S] | [9,0 l S]                  | 8,8 l S (9,0 l S)          | 8,8 l S (9,0 l S)          |

### Allradantrieb
Im Herbst 1990 kam der vierradgetriebene Calibra 4×4 auf den Markt. Er war nach dem Anfang 1989 erschienenen Vectra 4×4 der zweite Opel-Pkw mit Allradantrieb. Es handelt sich um ein permanentes System, wobei bis zu 90 % Drehmoment an die Hinterachse übertragen werden. Das Drehmoment wird durch eine Visco-Kupplung in einem Verteilergetriebe zur Hinterachse geleitet. Beim Bremsen schaltet eine Lamellenkupplung den Allradantrieb ab, um Bremsstabilität und die Funktionstüchtigkeit des Antiblockiersystems sicherzustellen.
Der Allradantrieb war zunächst in Verbindung mit beiden Motoren (C20NE und C20XE) lieferbar, allerdings nicht mit Automatikgetriebe. Der Calibra 2.0i 4×4 erreicht eine Höchstgeschwindigkeit von 200 km/h und eine Beschleunigung von 0–100 km/h in 11 Sekunden, die Höchstgeschwindigkeit des 16V liegt bei 215 km/h. Der Basispreis betrug 44.215,00 DM. Außerdem gab es bei dieser Version ein 4×4-Emblem statt des Opel-Emblems im Lenkrad. Der Allradantrieb erhöhte den Verbrauch um ca. einen Liter auf 100 km.

### Calibra Turbo 4×4
Im März 1992 kam der Calibra Turbo 4×4 als neues Spitzenmodell auf den Markt. Er hatte den 2,0-Liter-16V-Motor (C20LET), der mit einem KKK-Turbolader (K16) und einem Ladeluftkühler nun 150 kW (204 PS) leistet. Der Turbolader war eine Neuentwicklung; er war nicht angeflanscht, sondern in den Abgaskrümmer integriert. Der Turbomotor war serienmäßig mit einem Sechsganggetriebe und Allradantrieb kombiniert; ein Automatikgetriebe gab es für den Turbo nicht. Das maximale Drehmoment liegt bei 280 Nm, das bereits bei 2400/min anliegt. Der Calibra Turbo war der schnellste Calibra: Angegeben waren eine Höchstgeschwindigkeit von 245 km/h und eine Beschleunigung von 0 auf 100 km/h in 6,8 Sekunden. 1992 kostete er 49.880 DM.
Äußerlich unterschied er sich von den anderen Calibras nur durch 16-Zoll-Leichtmetallräder mit Fünflochflansch in speziellem Turbo-Design und entsprechende Schriftzüge.
Der Calibra Turbo löste den Calibra 16V 4×4 ab, der fortan nicht mehr angeboten wurde.

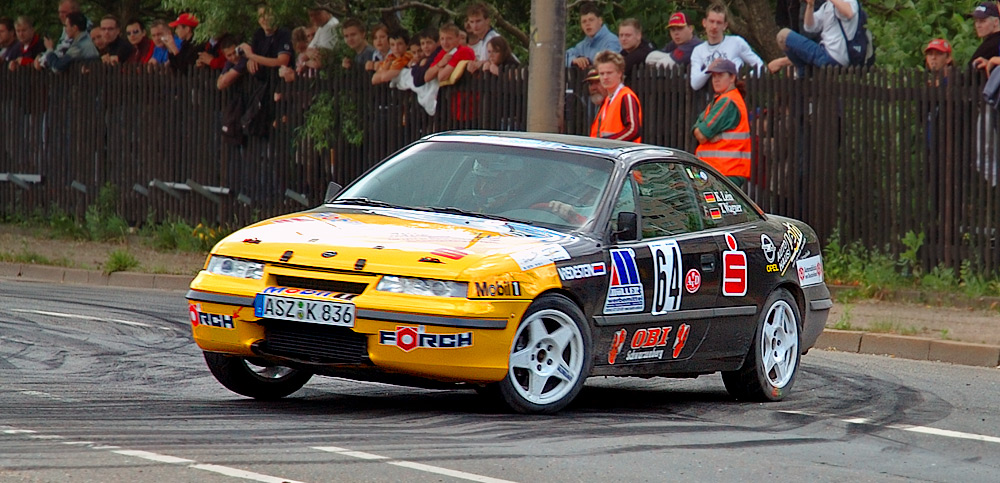
Opel Calibra 4×4 Turbo im Rallye-Einsatz
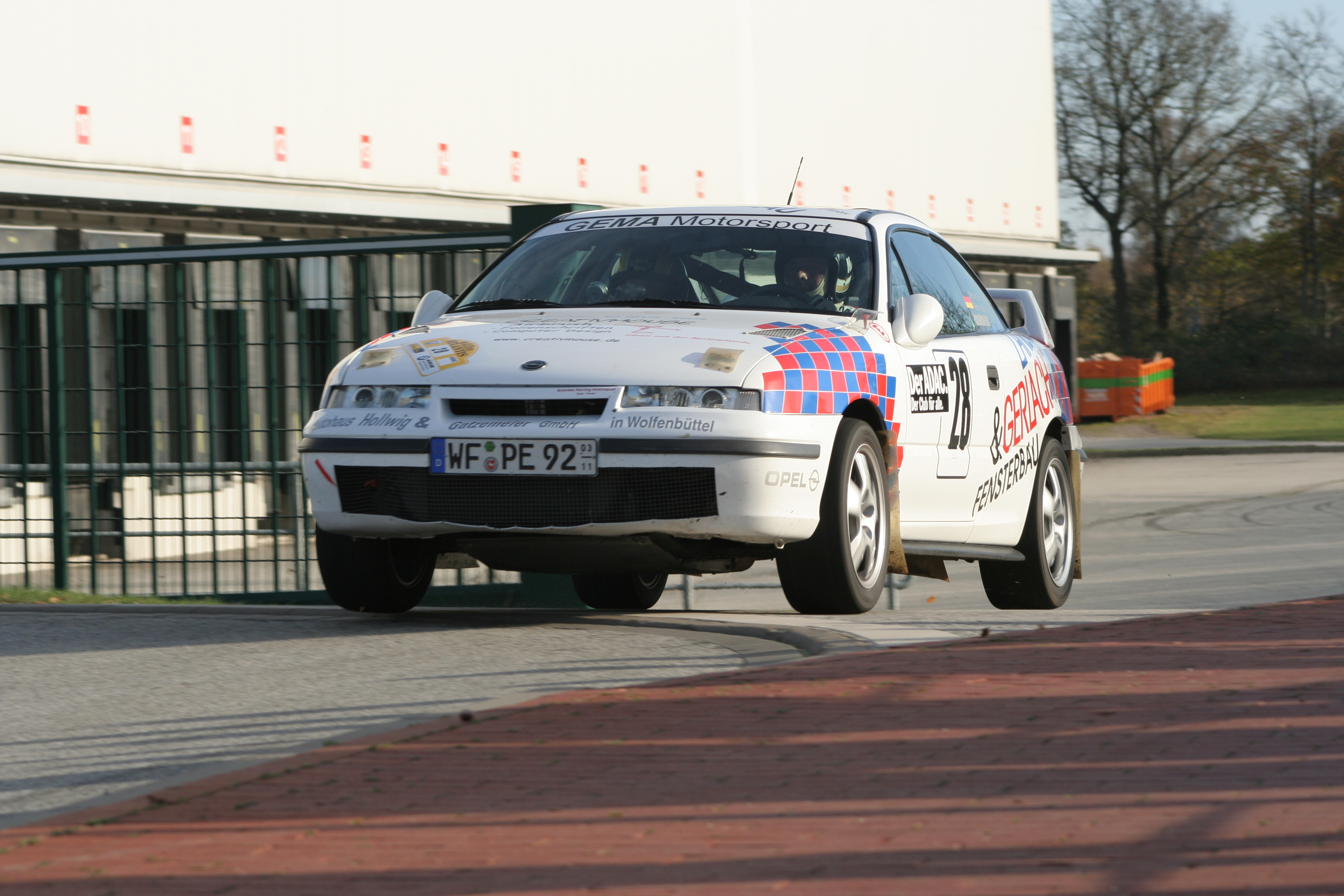

### Der Calibra V6 und die Motoren-Renaissance
Ab Frühjahr 1993 wurde für den Calibra auch ein 24V-Sechszylinder-V-Motor angeboten: der 2,5-Liter-V6 (C25XE, später X25XE), der auch im Vectra und Omega B lieferbar war. Er leistet 125 kW (170 PS) und bietet ein maximales Drehmoment von 227 Nm bei 4200/min, womit der Calibra maximal 237 km/h erreicht und in 7,8 Sekunden auf 100 km/h beschleunigt. Den V6 gab es auch mit Automatikgetriebe, aber nicht mit Allradantrieb.
Der 2,0-16V-Motor (C20XE) wurde ab August 1993 durch einen neu entwickelten und der strengeren Abgasnorm EURO 2 angepassten 2,0-16V-Motor (X20XEV) ersetzt, der nun 100 kW (136 PS) leistete. Der Motor erfüllt bereits die strengere D-3-Norm. Kleinster Motor war nach wie vor der 2.0i mit 85 kW (116 PS) und EURO-1-Norm (Schadstoffarm-E-2 nicht mit EURO 2 zu verwechseln), für den eine nachträgliche Umrüstung auf EURO 2 möglich ist.

## Sicherheit und Umwelt
Ab 1993 wurde der Calibra serienmäßig mit Fahrerairbag und ab August auch mit Beifahrer-Full-Size-Airbag gebaut. Außer kleinen Veränderungen, die laufend in das Programm einflossen, wurden im August 1993 noch einige wichtige Sicherheitspunkte verbessert. So bekamen die Türen eine doppelte Stahlrohrverstärkung, es wurden stärkere Seitenschweller und Fenstersäulen verwendet, das Gurtsystem erhielt einen Gurtschloss-Straffer, aber auch Dinge, die vor allem die Umwelt betreffen, wurden verbessert. Für die Lackierung wurde ein wasserlöslicher Lack benutzt, in der deutlich weniger Schadstoffe enthalten sind, und die neu entwickelte Klimaanlage wurde nun mit FCKW-freiem Kältemittel befüllt.

## Sondereditionen

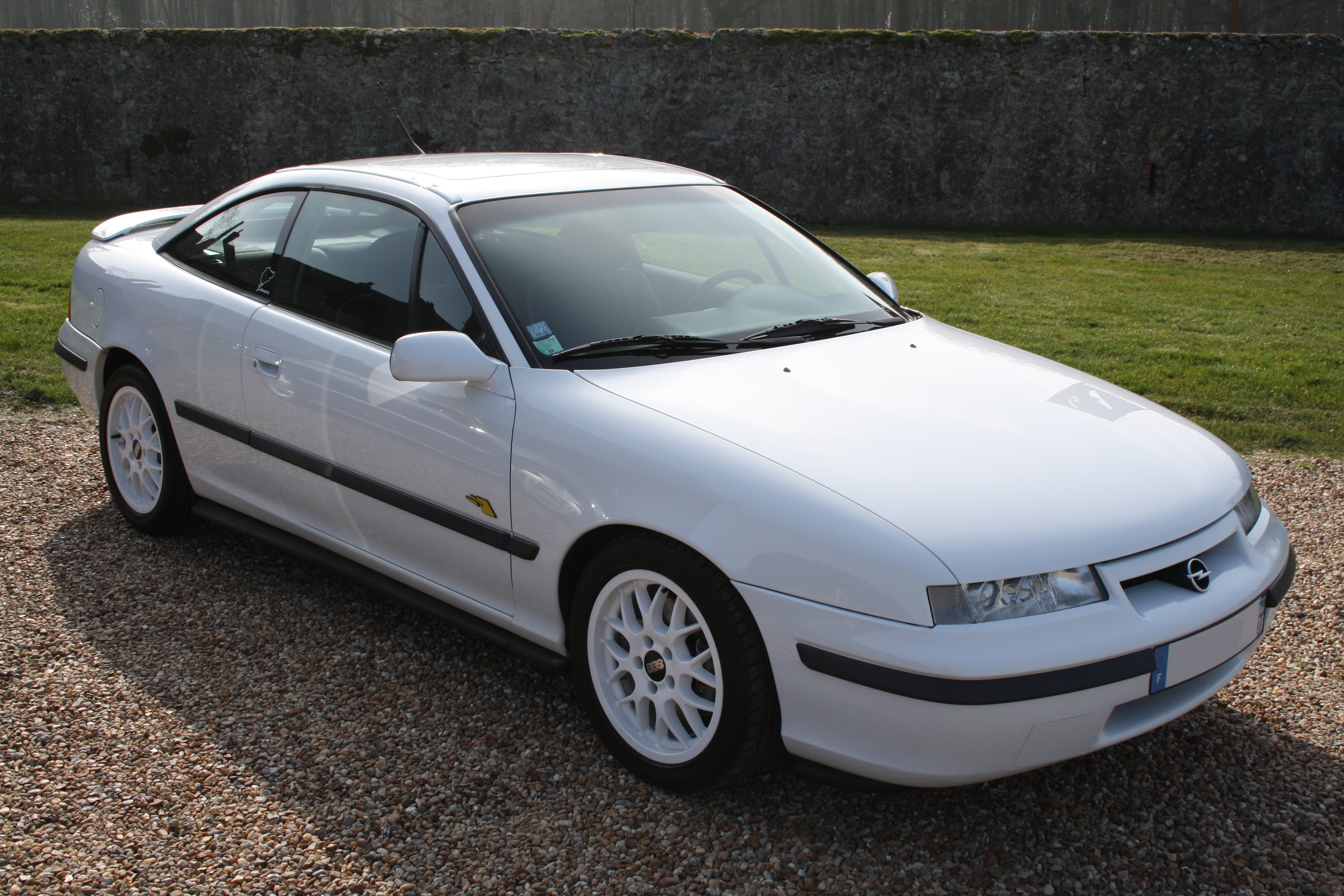
Opel Calibra Keke Rosberg Edition

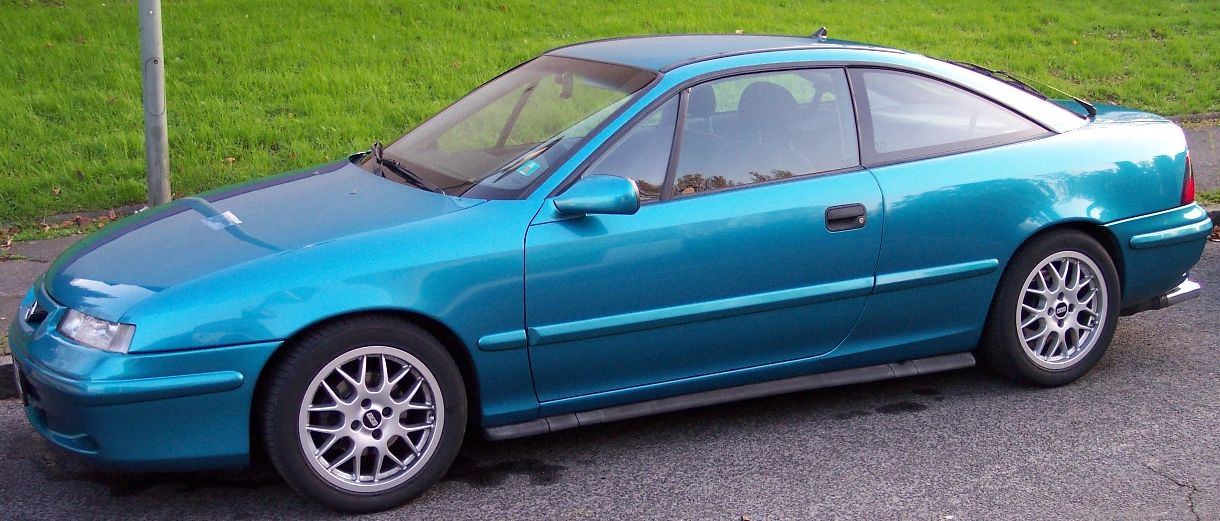
Opel Calibra 2.0 16V Last Edition

Das Modelljahr 1996 brachte ein neues Außenfarbenprogramm, das Motorenangebot blieb dagegen unverändert. Als neues Einstiegsmodell ergänzte der Calibra Young die Modellpalette. Er war zunächst nur mit dem 2.0i-Motor und in vier verschiedenen Lackierungen zu haben und entsprach ansonsten der Calibra-Grundausstattung. Er stand im Januar 1996 für 40.725 DM bei den Händlern.
Weitere Sondermodelle waren der Calibra Classic mit Klimaanlage, Lederausstattung, Bose-Soundsystem I und Schiebedach (60.325 DM als Turbo) sowie der Calibra DTM Edition (59.775 DM als Turbo). Dieses Modell war besonders sportlich ausgelegt mit breiteren Leichtmetallrädern im DTM-Look, tiefergelegter Karosserie und DTM-Schriftzügen. Beide Sondermodelle konnten mit allen verfügbaren Motoren bestellt werden.
Im April 1996 erschien das Sondermodell Calibra Cliff Motorsport Edition, mit welchem Opel seine Erfolge mit dem 346 kW (470 PS) starken Calibra bei der DTM (Deutsche Tourenwagen-Meisterschaft) 1994 und 1995 sowie bei der ITC (International Touring Car Championship) 1996 feierte. Er hatte eine geänderte Frontschürze von Irmscher mit zusätzlichen Lufteinlässen, eine leicht veränderte Heckschürze und lackierte Seitenleisten. Hinzu kamen Klimaanlage und ein Irmscher-Paket mit BBS-Leichtmetallrädern in 16 Zoll und einem 30 mm tieferliegenden Sportfahrwerk. Gut erkennbar war dieses Modell an den Cliff-Emblemen, mit denen auch die DTM- und ITC-Calibras versehen waren. Mit Ende des Modelljahres 1996 endete die Produktion des Calibra-Turbo und damit auch des Allradantriebes im Calibra, da eine Anpassung des Motors an neue Abgasvorschriften zu aufwendig gewesen wäre. Der 2.0i-Motor mit 85 kW (116 PS) entfiel ebenfalls.
Ab August 1996 war der Calibra nur noch in den Ausstattungen Young, Cliff Motorsport Edition und Classic bestellbar, wobei ab Januar 1997 nur noch der Calibra Young geordert werden konnte.
Die letzten limitierten Exemplare mit dem Namen Calibra Last Edition gab es ab März 1997. Zur Verfügung standen der 2,0-16V- sowie der überarbeitete 2,5-l-V6-Motor (X25XE mit besseren Abgaswerten), die in beiden Modellen bestellt werden konnten. Die Ausstattung Last Edition entsprach der reichhaltigen Kombination der Varianten Cliff Motorsport Edition und Classic. Die Preise lagen zwischen 41.415 DM (Calibra Young 2.0 16V) und 55.800 DM (Calibra Last Edition 2.5 V6).
| Jahr | Modell                   | Motoren                             | Farben                                               | Ausstattung |
| ---- | ------------------------ | ----------------------------------- | ---------------------------------------------------- | --- |
| 1992 | Color Selection I        | C20NE                               | karibikblau                                          | el. FH, el. SD, ZV, Radio SC 303 |
| 1993 | Color Selection II       | C20NE, C20XE                        | nautilusblau                                         | el. FH, el. SD, ZV, Radio SC 303 |
| 1993 | Color Selection III      | C20NE, C20XE                        | riojarot                                             | el. FH, el. SD, ZV, Radio SC 303 |
| 1994 | Color Selection IV       | C20NE (C20XE in der Schweiz)        | solargelb                                            | el. FH, el. SD, ZV, Radio SC 303, Leder (opt.), Pentaline Aluräder (opt.) |
| 1994 | Color Selection V        | C20NE, C20LET                       | techviolett                                          | el. FH, el. SD, ZV, Radio SC 303, verstellbarer Beifahrersitz, Klima (C20LET), Radio SC 804 (C20LET) |
| 1995 | Keke Rosberg Edition     | C20NE, X20XEV, C25XE, C20LET        | casablancaweiß (in der Schweiz auch in E200 Schwarz) | Irmscher-Tieferlegungsfedern, BBS-RX-Räder, Dachleisten und Türgriffe in Wagenfarbe, Lederlenkrad mit hellgrauen Griffsegmenten, Sitze mit Stoffbezug „Chequers“, Keke-Rosberg-Edition-Plakette, DTM-Embleme, DTM-Fußmatten, elektrische Fensterheber, Zentralverriegelung, höhenverstellbarer Beifahrersitz, hellgraue Instrumentenscheiben, Klima (C25XE, C20LET), BC (C25XE, C20LET), Radio SC 303 (C20NE, X20XEV), Radio SC 804 (C25XE, C20LET) |
| 1995 | Color Selection VI       | C20NE, X20XEV, C25XE, C20LET        | bermudagrün                                          | Lederlenkrad, el. FH, el. SD, ZV, Radio SC 303, Klima (C20LET), Lederausstattung (C25XE), Radio SC 804 (C25XE, C20LET) |
| 1995 | Classic                  | C20NE, X20XEV, C25XE, C20LET        | dschungelgrün, magmarot, amarena, novaschwarz        | Lederlenkrad, el. FH, el. SD (C25XE), ZV, Bose Soundsystem I, Radio Blaupunkt Kiel RD 104, Klima, Metallic-Lack, Lederausstattung, BC (C25XE, C20LET), Radio SC 804 (C25XE, C20LET) |
| 1995 | Color Selection VII      | C20NE, X20XEV, C25XE, C20LET        | magneticblau                                         | Lederlenkrad, el. FH, el. SD, ZV, Radio SC 303, Klima (C20LET), Lederausstattung (C25XE), Radio SC 804 (C25XE, C20LET) |
| 1995 | DTM Edition              | C20NE, X20XEV, C25XE, C20LET, X25XE | casablancaweiß, solargelb, novaschwarz               | Irmscher-Tieferlegungsfedern, BBS-RX-Räder, Lederlenkrad mit hellgrauen Griffsegmenten, DTM Edition Plakette, DTM Embleme, DTM Fußmatten, el. FH, el. SD oder Klima, ZV, hellgraue Instrumentenscheiben, Klima (C25XE, C20LET), BC (C25XE, C20LET), Radio SC 303 (C20NE, X20XEV), Radio SC 804/CD300 (C25XE, C20LET) |
| 1996 | Classic II               | C20NE, X20XEV, C25XE, C20LET        | rioverdegrün, magmarot, novaschwarz                  | Lederlenkrad, el. FH, el. SD (C25XE), ZV, Bose Soundsystem II, Radio Blaupunkt Paris RCM 104, Klima, Lederausstattung, BC (C25XE) |
| 1996 | Young                    | C20NE, X20XEV, X25XE                | alle                                                 | Radio SC 303, Metallic-Lack |
| 1996 | Cliff Motorsport Edition | X20XEV, X25XE, C20LET               | ozeanblau, polargrün, barracuda, schwarz             | Irmscher-Tieferlegungsfedern, BBS-Räder, Irmscher Stoßstange vorn, Irmscher Prallschutzleisten in Wagenfarbe, Cliff Fußmatten, Cliff Edition Plakette, Cliff Embleme, el. FH, ZV, Klimaanlage, Dual Info Display (DID), Check Control, Lederlenkradkranz, Radio SC 303 |
| 1997 | Last Edition             | X20XEV, X25XE                       | alle                                                 | Irmscher-Sportfahrwerk, BBS-Räder, Irmscher Stoßstange vorn, Seitenleisten in Wagenfarbe, Motorsport-Fußmatten, Emblem, Check Control, Lederausstattung, Lederlenkrad, el. FH, ZV, Klima, Radio SC 303 |

## Motorsport
Von 1993 bis 1996 setzte Opel Prototypen auf Basis des Calibra in der Deutschen Tourenwagen-Meisterschaft (DTM) beziehungsweise dem International Touring Car Championship (ITC) ein; mit diesem Fahrzeug gewann Manuel Reuter 1996 die Fahrer-Meisterschaft.

## Produktion und Bestand
Der Opel Calibra wurde sowohl in Rüsselsheim als auch ab 1991 bei Valmet Automotive in Uusikaupunki in Finnland produziert. Die bei Valmet gebauten Calibra haben eine „9“ nach dem Modelljahr-Buchstaben in der Fahrzeug-Identifizierungsnummer (FIN) statt einer „1“ für Rüsselsheim am Main. Insgesamt wurden 238.647 Calibra gebaut, davon 93.978 bei Valmet.
Nach dem Abschlussbericht des Bundesamtes für Wirtschaft und Ausfuhrkontrolle wurden 1.988 Opel Calibra zugunsten der Umweltprämie zwischen dem 27. Januar 2009 und dem 31. Juli 2010 verschrottet.
Anfang 2021 waren laut KBA noch 5.150 Opel Calibra zugelassen.
Anfang 2024 waren laut KBA noch 4.830 Opel Calibra zugelassen.

## Abmessungen
- Länge: 4492 mm
- Breite (ohne Spiegel): 1688 mm
- Höhe (leer): 1320 mm
- Radstand: 2600 mm
- Spur v/h: 1426/1446 mm
- Reifen: 175/70 R14 bzw. 195/60 R15 und 195/60 R14 85V, 205/55 R15 bis 205/50 R16 87W
- Wendekreis: 11,44 m